# مدادماهی قرمز مرجانی
مدادماهی قرمز مرجانی، Nannostomus mortenthaleri، معمولا به عنوان مدادماهی قرمز مرجانی شناخته شده است، گونه ای از ماهی های آب شیرین و متعلق به تتراسانان و خانواده قلم ماهیان است.  مدادماهی قرمز مرجانی یکی از رنگارنگ ترین جنس ها است که در تمام بدن و باله هایش با رنگ قرمز مرجانی روشن که در تضاد با خطوط سیاه و سفید افقی روی بدنش است. این گونه در ابتدا به عنوان زیرگونه ای از مدادماهی کوتوله توصیف شده بود، اما اکنون به عنوان گونه ای جداگانه و مستقل شناخته میشود.  نرهای بالغ دارای باله مقعدی ضخیم هستند و حداکثر تا 2.9 سانتیمتر رشد میکنند.

## توزیع
پراکنش مدادماهی قرمز مرجانی امروزه محدود به کشور پرو میباشد. زیستگاه این ماهی شاخه کوچکی از رودخانه نانای و احتمالاً رودخانه تیگره  ثبت شده است .